# Амін Шерміті
Мохамед Амін Шерміті (араб. محمد أمين الشرميطي, *нар. 26 грудня 1987, Сфакс) — туніський футболіст, нападник швейцарського «Цюриха» та національної збірної Тунісу.

## Клубна кар'єра
У дорослому футболі дебютував 2005 року виступами за команду клубу «Кайруан», в якій провів один сезон, взявши участь лише у 10 матчах чемпіонату. 
Своєю грою за цю команду привернув увагу представників тренерського штабу клубу «Етюаль дю Сахель», до складу якого приєднався 2006 року. Відіграв за суську команду наступні два сезони своєї ігрової кар'єри. У складі «Етюаль дю Сахель» був одним з головних бомбардирів команди, маючи середню результативність на рівні 0,54 голу за гру першості.
У 2008 році уклав контракт з клубом «Герта», у складі якого провів наступний рік своєї кар'єри гравця. 
Протягом 2009—2010 років захищав кольори команди клубу «Аль-Іттіхад» (Джидда).
До складу клубу «Цюрих» приєднався 2010 року. Наразі встиг відіграти за команду з Цюриха 58 матчів в національному чемпіонаті.

## Виступи за збірні
Протягом 2005–2007 років  залучався до складу молодіжної збірної Тунісу. На молодіжному рівні зіграв у 10 офіційних матчах, забив 7 голів.
У 2007 році дебютував в офіційних матчах у складі національної збірної Тунісу. Наразі провів у формі головної команди країни 30 матчів, забивши 6 голів.
У складі збірної був учасником Кубка африканських націй 2008 року у Гані, Кубка африканських націй 2010 року в Анголі, а також Кубка африканських націй 2012 року у Габоні та Екваторіальній Гвінеї.